# Општина Подури (Бакау)
Подури (рум. Poduri) општина је у Румунији у округу Бакау.
Општина се налази на надморској висини од 428 m.